# 政治优步
政治优步（俄语：Политический Uber）是俄罗斯政治人物德米特里·古德科夫和马克西姆·卡茨发起的政治项目，旨在帮助年轻有为的候选人注册参加市政选举并开展竞选活动。

## 名称由来
该项目之所以以这个名字广为人知，是因为它与流行的出租车服务类似。这个名字体现了用户体验的最大程度简化，包括使用游戏化的信息技术：例如，在“政治优步”中，将提交候选人登记文件的复杂任务呈现为冒险游戏。

## 项目目标
|                 | 如果你反对普京，我们会帮助你 |
| ——马克西姆·卡茨 |                              |

据卡茨所说，在俄罗斯参与政治的门槛过高，即使对有钱的企业家来说也很困难，更不用说社会保障较低的群体，例如退休人员。卡茨认为，这种复杂性是现任政府故意造成的。“政治优步”的目标是消除此类复杂性，简化所有有意愿的人参与选举的途径。
据古德科夫说，该项目面向的是那些不知道如何收集签名、填写签名表格以及解决其他类似问题的政坛新人，只有通过“优步化”流程才能成功完成注册并获得当选议员的机会。古德科夫还表示，该项目面向的是那些对当局不听他们意见感到不满的人。“政治优步”为这些人提供了一个便捷的基础设施，让他们能够自行提名候选人资格，以便在将来当选后，首先在自己的地区，然后在全国范围内开始影响局势。该项目邀请了弗拉基米尔·普京的反对者以及欧洲发展道路的支持者。

## 莫斯科活动
2017 年，“政治优步”首次在莫斯科市政选举中以“联合民主党人”的品牌运作。
在该项目支持的 266 名议员中，有 177 人是由“亚博卢”党提名的，这使得该党在该市的议员席位数量上排名第二。在评论“亚博卢”的选举结果时，格里戈里·亚夫林斯基称马克西姆·卡茨为“有效的盟友”，并指出他吸引了年轻人对选举的兴趣。
据古德科夫说，挨家挨户拜访选民是作为主要的宣传方法之一，这使得他们能够弥补当局对选举的沉默。最终，该项目的 1046 名候选人中有 267 人成为莫斯科 62 个地区的议员。“政治优步”的候选人获得了大约 20% 的选票，而在莫斯科的 7 个地区，没有一个“统一俄罗斯党”的候选人当选。
后来，在 2018 年 1 月，由于对“亚博卢”和选举观察项目的意见分歧，德米特里·古德科夫与马克西姆·卡茨断绝了合作关系。

## 圣彼得堡活动
2019 年，在圣彼得堡市政选举之前，该项目分成了两部分：马克西姆·卡茨在亚博卢党的基础上组织了自己的候选人支持总部，而德米特里·古德科夫则将“联合民主党人”的品牌交给了开放俄罗斯公共组织，该组织以原名组织了总部。同样在 2019 年，圣彼得堡的纳瓦尔尼总部也以自己的品牌spb.vote开展了类似的候选人支持工作。
亚博卢总部收到了大约 1800 份提名申请，并根据候选人的政治观点进行了严格的筛选。据马克西姆·卡茨说，选举结果存在舞弊现象。竞选的结果是，99 人在该市 31 个选区当选为议员。